# Michele Franco
Michele Franco (Altamura, 20 febbraio 1985) è un dirigente sportivo ed ex calciatore italiano, di ruolo difensore, direttore sportivo del Monza.

## Carriera

### Giocatore
Nella stagione 2004-2005 fa parte della rosa del Bari, in Serie B; l'anno seguente passa al Melfi, con cui gioca un campionato da titolare in Serie C2. Nella stagione 2006-2007 esordisce in Serie C1 con la Cremonese; milita nella medesima categoria anche nella stagione successiva, durante la quale veste la maglia del Manfredonia.
Dopo due stagioni da titolare in terza serie scende di categoria accasandosi al Como, formazione di Lega Pro Seconda Divisione, con cui conquista una promozione in Lega Pro Prima Divisione, categoria in cui poi gioca per due anni consecutivi arrivando ad un totale di 96 presenze e 10 reti (7 delle quali nel suo ultimo campionato) con la maglia della formazione lariana, di cui nel corso della stagione 2010-2011 (la sua ultima nel club) è anche stato capitano.
Passa quindi al Padova, con cui gioca per un anno e mezzo in Serie B disputando in totale 17 partite in seconda serie; gioca nella serie cadetta anche nel girone di ritorno della stagione 2012-2013 e nel girone d'andata della stagione 2013-2014, entrambi con la maglia del Varese, con cui segna anche il suo primo gol in carriera in Serie B e disputa in totale 27 partite di campionato. Nel gennaio del 2014 viene ceduto al Perugia, con cui gioca 4 partite in Lega Pro Prima Divisione vincendo il campionato e la Supercoppa di Lega di Prima Divisione.
Nell'estate del 2014 si accasa alla Salernitana, con cui gioca da titolare in Lega Pro nel corso della stagione 2014-2015 vincendo il campionato; viene riconfermato anche per la stagione 2015-2016, che la società campana disputa in Serie B.
Nel gennaio del 2017 viene ceduto, a titolo definitivo, al Livorno.
Il 21 novembre 2018 viene ufficializzato dal Siracusa, formazione militante in Serie C, che lo acquista direttamente nel mercato degli svincolati. L'11 gennaio del 2019 firma con il Trapani.
Il 5 agosto 2019 si trasferisce al Monza.
Nel 2021 si ritira dopo un'ultima esperienza alla Pro Sesto, con cui segna un gol in 28 partite nel campionato di Serie C.

### Dirigente
Nell'aprile del 2022 consegue il diploma da direttore sportivo e il 30 novembre inizia la carriera da dirigente sostituendo Filippo Antonelli al Monza in Serie A.

## Statistiche

### Presenze e reti nei club
| Stagione           | Squadra            | Campionato         | Campionato | Campionato | Coppe nazionali | Coppe nazionali | Coppe nazionali | Coppe continentali | Coppe continentali | Coppe continentali | Altre coppe | Altre coppe | Altre coppe | Totale | Totale |
| Stagione           | Squadra            | Comp               | Pres       | Reti       | Comp            | Pres            | Reti            | Comp               | Pres               | Reti               | Comp        | Pres        | Reti        | Pres   | Reti   |
| ------------------ | ------------------ | ------------------ | ---------- | ---------- | --------------- | --------------- | --------------- | ------------------ | ------------------ | ------------------ | ----------- | ----------- | ----------- | ------ | ------ |
| 2004-2005          | Bari               | B                  | 0          | 0          | CI              | 1               | 0               | -                  | -                  | -                  | -           | -           | -           | 1      | 0      |
| 2005-2006          | Melfi              | C2                 | 32+2       | 1          | CI-C            | ?               | ?               | -                  | -                  | -                  | -           | -           | -           | 34+    | 1+     |
| 2006-2007          | Cremonese          | C1                 | 28         | 0          | CI+CI-C         | ?               | ?               | -                  | -                  | -                  | -           | -           | -           | 28+    | ?      |
| 2007-2008          | Manfredonia        | C1                 | 30         | 0          | CI-C            | ?               | ?               | -                  | -                  | -                  | -           | -           | -           | 30     | ?      |
| 2008-2009          | Como               | 2D                 | 30+3       | 1+0        | CI-LP           | 2               | 0               | -                  | -                  | -                  | -           | -           | -           | 35     | 1      |
| 2009-2010          | Como               | 1D                 | 30         | 2          | CI-LP           | 2               | 0               | -                  | -                  | -                  | -           | -           | -           | 32     | 2      |
| 2010-2011          | Como               | 1D                 | 28         | 7          | CI+CI-LP        | 1+0             | 0               | -                  | -                  | -                  | -           | -           | -           | 29     | 7      |
| Totale Como        | Totale Como        | Totale Como        | 88+3       | 10+0       |                 | 5               | 0               |                    | -                  | -                  |             | -           | -           | 96     | 10     |
| 2011-2012          | Padova             | B                  | 10         | 0          | CI              | 1               | 0               | -                  | -                  | -                  | -           | -           | -           | 11     | 0      |
| 2012-gen. 2013     | Padova             | B                  | 7          | 0          | CI              | 2               | 0               | -                  | -                  | -                  | -           | -           | -           | 9      | 0      |
| Totale Padova      | Totale Padova      | Totale Padova      | 17         | 0          |                 | 3               | 0               |                    | -                  | -                  |             | -           | -           | 20     | 0      |
| gen.-giu. 2013     | Varese             | B                  | 11         | 1          | -               | -               | -               | -                  | -                  | -                  | -           | -           | -           | 11     | 1      |
| 2013-gen. 2014     | Varese             | B                  | 16         | 0          | CI              | 1               | 0               | -                  | -                  | -                  | -           | -           | -           | 17     | 0      |
| Totale Varese      | Totale Varese      | Totale Varese      | 27         | 1          |                 | 1               | 0               |                    | -                  | -                  |             | -           | -           | 28     | 1      |
| gen.-giu. 2014     | Perugia            | LP                 | 4          | 0          | -               | -               | -               | -                  | -                  | -                  | SP-1D       | 0           | 0           | 4      | 0      |
| 2014-2015          | Salernitana        | LP                 | 28         | 2          | CI+CI-LP        | 0+1             | 0               | -                  | -                  | -                  | SP-LP       | 2           | 0           | 31     | 2      |
| 2015-2016          | Salernitana        | B                  | 27+2       | 3          | CI              | 1               | 0               | -                  | -                  | -                  | -           | -           | -           | 30     | 3      |
| 2016-gen. 2017     | Salernitana        | B                  | 0          | 0          | CI              | 0               | 0               | -                  | -                  | -                  | -           | -           | -           | 0      | 0      |
| Totale Salernitana | Totale Salernitana | Totale Salernitana | 55+2       | 5          |                 | 2               | 0               |                    | -                  | -                  |             | 2           | 0           | 61     | 5      |
| gen.-giu. 2017     | Livorno            | LP                 | 11+4       | 0+1        | CI+CI-LP        | -               | -               | -                  | -                  | -                  | -           | -           | -           | 15     | 1      |
| 2017-2018          | Livorno            | C                  | 31         | 1          | CI+CI-C         | 2               | 0               | -                  | -                  | -                  | SC-C        | 0           | 0           | 33     | 1      |
| Totale Livorno     | Totale Livorno     | Totale Livorno     | 42+4       | 1+1        |                 | 2               | 0               |                    | -                  | -                  |             | 0           | 0           | 48     | 2      |
| 2018-gen. 2019     | Siracusa           | C                  | 5          | 0          | CI+CI-C         | 0               | 0               | -                  | -                  | -                  | -           | -           | -           | 5      | 0      |
| gen.-giu. 2019     | Trapani            | C                  | 12+2       | 0          | CI-C            | 2               | 0               | -                  | -                  | -                  | -           | -           | -           | 16     | 0      |
| 2019-2020          | Monza              | C                  | 4          | 0          | CI+CI-C         | 0+2             | 0               | -                  | -                  | -                  | -           | -           | -           | 6      | 0      |
| 2020-2021          | Pro Sesto          | C                  | 28         | 1          | CI              | 0               | 0               | -                  | -                  | -                  | -           | -           | -           | 28     | 1      |
| Totale carriera    | Totale carriera    | Totale carriera    | 372+11     | 19+1       |                 | 18              | 0               |                    | -                  | -                  |             | 2           | 0           | 403    | 20     |

## Palmarès

### Club

#### Competizioni nazionali
- Lega Pro Prima Divisione: 1

Perugia: 2013-2014 (girone B)
- Supercoppa di Lega di Prima Divisione: 1

Perugia: 2014
- Campionato italiano Lega Pro: 1

Salernitana: 2014-2015 (girone C)
- Serie C: 2

Livorno: 2017-2018 (girone A)
Monza: 2019-2020 (girone A)